# Filmografia lui Robert De Niro

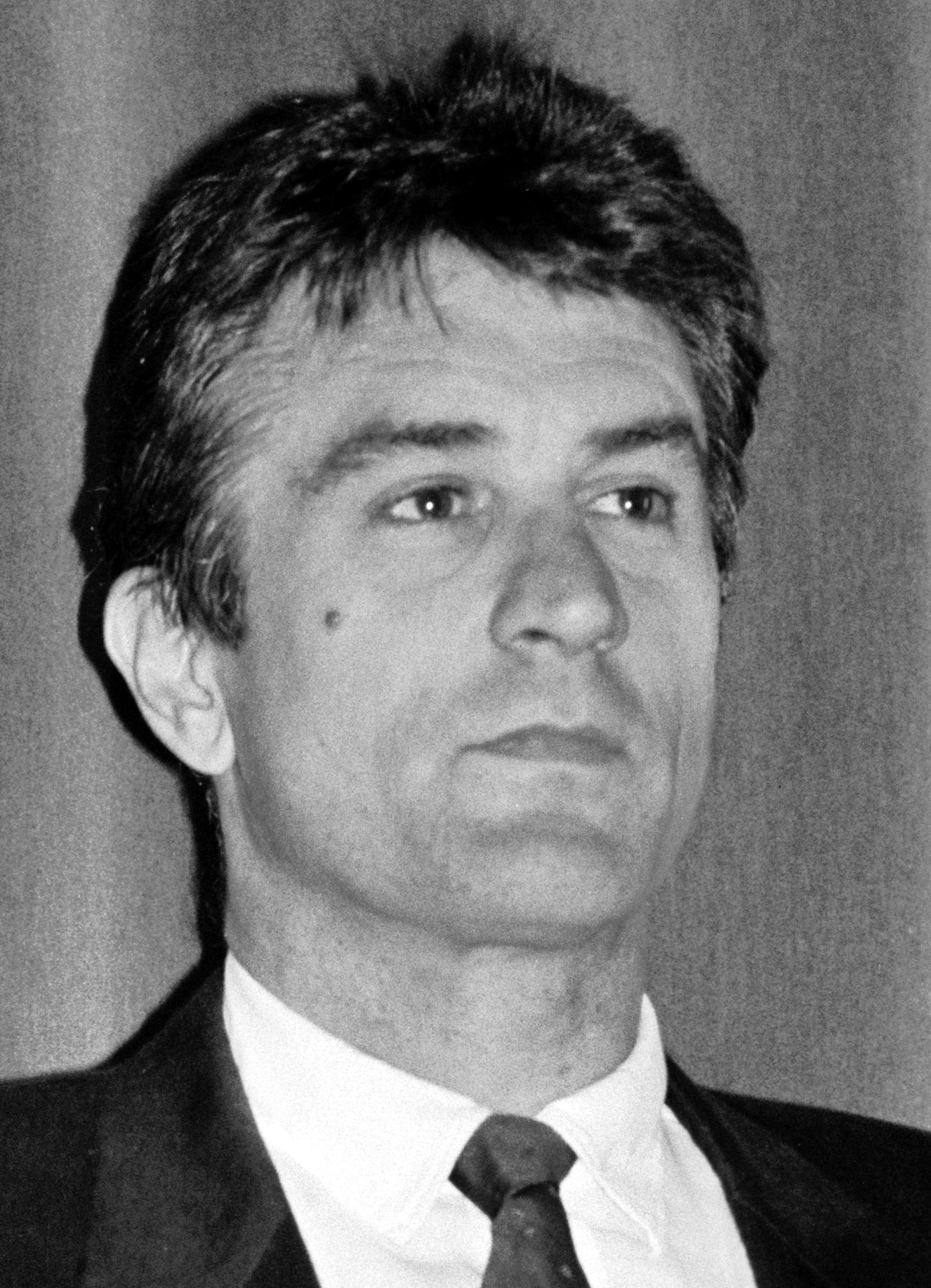
Robert de Niro

Aceasta este filmografia actorului american Robert De Niro:

## Filme de cinema
| † | Producții nelansate |

| An   | Titlu                                  | A participat ca | A participat ca | A participat ca                          | Regizor                                  | Note                    | Ref(s)  |
| An   | Titlu                                  | Actor           | Producător      | Rol                                      | Regizor                                  | Note                    | Ref(s)  |
| ---- | -------------------------------------- | --------------- | --------------- | ---------------------------------------- | ---------------------------------------- | ----------------------- | ------- |
| 1965 | Trei camere în Manhattan               | nemenționat     | Nu              | Client At The Diner                      | Marcel Carné                             |                         | [ 2 ]   |
| 1968 | Les jeunes loups                       | nemenționat     | Nu              | Un Hippie Chez Popov                     | Marcel Carné                             |                         | [ 3 ]   |
| 1968 | Felicitări                             | Da              | Nu              | Jon Rubin                                | Brian De Palma                           |                         | [ 4 ]   |
| 1969 | Sam's Song sau The Swap                | Da              | Nu              | Sam                                      | Jordan Leondopoulos                      |                         | [ 5 ]   |
| 1969 | Petrecere de nuntă                     | Da              | Nu              | Cecil                                    | Brian De Palma                           |                         | [ 6 ]   |
| 1970 | Mama sângeroasă                        | Da              | Nu              | Lloyd Barker                             | Roger Corman                             |                         | [ 7 ]   |
| 1970 | Bună, mamă!                            | Da              | Nu              | Jon Rubin                                | Brian De Palma                           |                         | [ 8 ]   |
| 1971 | Jennifer on My Mind                    | Da              | Nu              | Mardigian                                | Noel Black                               |                         | [ 9 ]   |
| 1971 | Născuți câștigători                    | Da              | Nu              | Officer Danny                            | Ivan Passer                              |                         | [ 10 ]  |
| 1971 | Banda de netoți                        | Da              | Nu              | Mario Trantino                           | James Goldstone                          |                         | [ 11 ]  |
| 1973 | Bang the Drum Slowly                   | Da              | Nu              | Bruce Pearson                            | John D. Hancock                          |                         | [ 12 ]  |
| 1973 | Crimele din Mica Italie                | Da              | Nu              | John 'Johnny Boy' Civello                | Martin Scorsese                          |                         | [ 13 ]  |
| 1974 | Nașul: Partea a II-a                   | Da              | Nu              | Vito Corleone                            | Francis Ford Coppola                     |                         | [ 14 ]  |
| 1976 | Șoferul de taxi                        | Da              | Nu              | Travis Bickle                            | Martin Scorsese                          |                         | [ 1 ]   |
| 1976 | 1900                                   | Da              | Nu              | Alfredo Berlinghieri                     | Bernardo Bertolucci                      |                         | [ 15 ]  |
| 1976 | Ultimul magnat                         | Da              | Nu              | Monroe Stahr                             | Elia Kazan                               |                         | [ 16 ]  |
| 1977 | New York, New York                     | Da              | Nu              | Jimmy Doyle                              | Martin Scorsese                          |                         | [ 17 ]  |
| 1978 | Vânătorul de cerbi                     | Da              | Nu              | Staff Sergeant Michael 'Mike' Vronsky    | Michael Cimino                           |                         | [ 18 ]  |
| 1980 | Taurul furios                          | Da              | Nu              | Jake LaMotta                             | Martin Scorsese                          |                         | [ 19 ]  |
| 1981 | Un păcat de moarte                     | Da              | Nu              | Monsignor Desmond 'Des' Spellacy         | Ulu Grosbard                             |                         | [ 20 ]  |
| 1982 | Regele comediei                        | Da              | Nu              | Rupert Pupkin                            | Martin Scorsese                          |                         | [ 21 ]  |
| 1984 | A fost odată în America                | Da              | Nu              | David 'Noodles' Aaronson                 | Sergio Leone                             |                         | [ 22 ]  |
| 1984 | Când te îndrăgostești                  | Da              | Nu              | Frank Raftis                             | Ulu Grosbard                             |                         | [ 23 ]  |
| 1985 | Brazil                                 | Da              | Nu              | Archibald 'Harry' Tuttle                 | Terry Gilliam                            |                         | [ 24 ]  |
| 1986 | Misiunea                               | Da              | Nu              | Rodrigo Mendoza                          | Roland Joffé                             |                         | [ 25 ]  |
| 1987 | Înger și demon                         | Da              | Nu              | Louis Cyphre                             | Alan Parker                              |                         | [ 26 ]  |
| 1987 | Incoruptibilii                         | Da              | Nu              | Al Capone                                | Brian De Palma                           |                         | [ 27 ]  |
| 1988 | Cursa de la miezul nopții              | Da              | Nu              | Jack Walsh                               | Martin Brest                             |                         | [ 28 ]  |
| 1989 | Jacknife                               | Da              | Nu              | Joseph 'Jacknife' Megessey               | David Jones                              |                         | [ 29 ]  |
| 1989 | Nu suntem îngeri                       | Da              | Da              | Ned                                      | Neil Jordan                              | Producător executiv     | [ 30 ]  |
| 1990 | Stanley & Iris                         | Da              | Nu              | Stanley Everett Cox                      | Martin Ritt                              |                         | [ 31 ]  |
| 1990 | Băieți buni                            | Da              | Nu              | James 'Jimmy The Gent' Conway            | Martin Scorsese                          |                         | [ 32 ]  |
| 1990 | Revenire la viață                      | Da              | Nu              | Leonard Lowe                             | Penny Marshall                           |                         | [ 33 ]  |
| 1991 | Lista neagră                           | Da              | Nu              | David Merrill                            | Irwin Winkler                            |                         | [ 34 ]  |
| 1991 | Focul ucigaș                           | Da              | Nu              | Donald 'Shadow' Rimgale                  | Ron Howard                               |                         | [ 35 ]  |
| 1991 | Promontoriul groazei                   | Da              | Da              | Maximilian 'Max' Cady                    | Martin Scorsese                          |                         | [ 36 ]  |
| 1992 | Amanta                                 | Da              | Da              | Evan M. Wright                           | Barry Primus                             |                         | [ 37 ]  |
| 1992 | Singur în cartierul boxerilor          | Da              | Nu              | Harry Fabian                             | Irwin Winkler                            |                         | [ 38 ]  |
| 1993 | O femeie drept răsplată                | Da              | Nu              | Wayne 'Mad Dog' Dobie                    | John McNaughton                          |                         | [ 39 ]  |
| 1993 | Viața lui Toby                         | Da              | Nu              | Dwight Hansen                            | Michael Caton-Jones                      |                         | [ 40 ]  |
| 1993 | Poveste din Bronx                      | Da              | Da              | Lorenzo Anello                           | Rolul său                                | Și regizor              | [ 41 ]  |
| 1994 | Mary Shelley's Frankenstein            | Da              | Da              | The Creature                             | Kenneth Branagh                          | Associate producer      | [ 42 ]  |
| 1995 | Casino                                 | Da              | Nu              | Sam 'Ace' Rothstein                      | Martin Scorsese                          |                         | [ 43 ]  |
| 1995 | Obsesia                                | Da              | Nu              | Neil McCauley                            | Michael Mann                             |                         | [ 44 ]  |
| 1995 | Les cent et une nuits de Simon Cinéma  | Da              | Nu              | Le Mari de la Star-Fantasme en Croisière | Agnès Varda                              |                         | [ 45 ]  |
| 1996 | Un admirator fanatic                   | Da              | Nu              | Gilbert 'Gil' Renard                     | Tony Scott                               |                         | [ 46 ]  |
| 1996 | Păcatele tinereții                     | Da              | Nu              | Father Bobby Carillo                     | Barry Levinson                           |                         | [ 47 ]  |
| 1996 | Marvin's Room                          | Da              | Da              | Dr. Wally                                | Jerry Zaks                               |                         | [ 48 ]  |
| 1997 | Cop Land                               | Da              | Nu              | Lieutenant Moe Tilden                    | James Mangold                            |                         | [ 49 ]  |
| 1997 | Jackie Brown                           | Da              | Nu              | Louis Gara                               | Quentin Tarantino                        |                         | [ 50 ]  |
| 1997 | Wag the Dog                            | Da              | Da              | Conrad Brean                             | Barry Levinson                           |                         | [ 51 ]  |
| 1998 | Great Expectations                     | Da              | Nu              | Arthur Lustig                            | Alfonso Cuarón                           |                         | [ 52 ]  |
| 1998 | Ronin                                  | Da              | Nu              | CIA Agent Sam Regazolli                  | John Frankenheimer                       |                         | [ 53 ]  |
| 1999 | Analyze This                           | Da              | Nu              | Paul Vitti                               | Harold Ramis                             |                         | [ 54 ]  |
| 1999 | Flawless                               | Da              | Da              | Walter Koontz                            | Joel Schumacher                          |                         | [ 55 ]  |
| 2000 | The Adventures of Rocky and Bullwinkle | Da              | Da              | Fearless Leader                          | Des McAnuff                              |                         | [ 56 ]  |
| 2000 | Men of Honor                           | Da              | Nu              | Chief Leslie William 'Billy' Sunday      | George Tillman Jr.                       |                         | [ 57 ]  |
| 2000 | Meet the Parents                       | Da              | Da              | Jack Tiberius Byrnes                     | Jay Roach                                |                         | [ 58 ]  |
| 2001 | 15 Minutes                             | Da              | Nu              | Detective Eddie Flemming                 | John Herzfeld                            |                         | [ 59 ]  |
| 2001 | The Score                              | Da              | Nu              | Nick Wells                               | Frank Oz                                 |                         | [ 60 ]  |
| 2002 | Showtime                               | Da              | Nu              | Detective Mitch Preston                  | Tom Dey                                  |                         | [ 61 ]  |
| 2002 | City by the Sea                        | Da              | Nu              | Vincent Anthony LaMarca                  | Michael Caton-Jones                      |                         | [ 62 ]  |
| 2002 | Analyze That                           | Da              | Nu              | Paul Vitti                               | Harold Ramis                             |                         | [ 63 ]  |
| 2004 | Godsend                                | Da              | Nu              | Dr. Richard Wells                        | Nick Hamm                                |                         | [ 64 ]  |
| 2004 | Shark Tale                             | Da              | Nu              | Don Lino                                 | Bibo Bergeron Vicky Jenson Rob Letterman | Voice role              | [ 65 ]  |
| 2004 | Meet the Fockers                       | Da              | Da              | Jack Tiberius Byrnes                     | Jay Roach                                |                         | [ 66 ]  |
| 2004 | The Bridge of San Luis Rey             | Da              | Nu              | The Archbishop of Lima                   | Mary McGuckian                           |                         | [ 67 ]  |
| 2005 | Hide and Seek                          | Da              | Nu              | David Callaway / Charlie                 | John Polson                              |                         | [ 68 ]  |
| 2006 | The Good Shepherd                      | Da              | Da              | General Bill Sullivan                    | Rolul său                                | Și regizor and producer | [ 69 ]  |
| 2006 | Arthur and the Invisibles              | Da              | Nu              | Emperor Sifrat XVI                       | Luc Besson                               | Voice role              | [ 70 ]  |
| 2007 | Stardust                               | Da              | Nu              | Captain Shakespeare                      | Matthew Vaughn                           |                         | [ 71 ]  |
| 2008 | Righteous Kill                         | Da              | Nu              | Detective Tom 'Turk' Cowan               | Jon Avnet                                |                         | [ 72 ]  |
| 2008 | What Just Happened                     | Da              | Da              | Ben                                      | Barry Levinson                           |                         | [ 73 ]  |
| 2009 | Everybody's Fine                       | Da              | Nu              | Frank                                    | Kirk Jones                               |                         | [ 74 ]  |
| 2010 | Machete                                | Da              | Nu              | Senator John McLaughlin                  | Ethan Maniquis Robert Rodriguez          |                         | [ 75 ]  |
| 2010 | Stone                                  | Da              | Nu              | Jack Mabry                               | John Curran                              |                         | [ 76 ]  |
| 2010 | Little Fockers                         | Da              | Da              | Jack Tiberius Byrnes                     | Paul Weitz                               |                         | [ 77 ]  |
| 2011 | The Ages of Love                       | Da              | Nu              | Adrian                                   | Giovanni Veronesi                        |                         | [ 78 ]  |
| 2011 | Killer Elite                           | Da              | Nu              | Hunter                                   | Gary McKendry                            |                         | [ 79 ]  |
| 2011 | Limitless                              | Da              | Nu              | Carl Van Loon                            | Neil Burger                              |                         | [ 80 ]  |
| 2011 | New Year's Eve                         | Da              | Nu              | Stan Harris                              | Garry Marshall                           |                         | [ 81 ]  |
| 2012 | Being Flynn                            | Da              | Nu              | Jonathan Flynn                           | Paul Weitz                               |                         | [ 82 ]  |
| 2012 | Red Lights                             | Da              | Nu              | Simon Silver                             | Rodrigo Cortés                           |                         | [ 83 ]  |
| 2012 | Freelancers                            | Da              | Nu              | Sarcone                                  | Jessy Terrero                            |                         | [ 84 ]  |
| 2012 | Silver Linings Playbook                | Da              | Nu              | Patrizio 'Pat' Solitano Sr.              | David O. Russell                         |                         | [ 85 ]  |
| 2013 | The Big Wedding                        | Da              | Nu              | Don Griffin                              | Justin Zackham                           |                         | [ 86 ]  |
| 2013 | Killing Season                         | Da              | Nu              | Colonel Ben Ford                         | Mark Steven Johnson                      |                         | [ 87 ]  |
| 2013 | The Family                             | Da              | Nu              | Giovanni Manzoni / Fred Blake            | Luc Besson                               |                         | [ 88 ]  |
| 2013 | Last Vegas                             | Da              | Nu              | Patrick 'Paddy' Connors                  | Jon Turteltaub                           |                         | [ 89 ]  |
| 2013 | American Hustle                        | nemenționat     | Nu              | Victor Tellegio                          | David O. Russell                         |                         | [ 90 ]  |
| 2013 | Grudge Match                           | Da              | Nu              | Billy 'The Kid' McDonnen                 | Peter Segal                              |                         | [ 91 ]  |
| 2014 | The Bag Man                            | Da              | Nu              | Dragna                                   | David Grovic                             |                         | [ 92 ]  |
| 2015 | The Intern                             | Da              | Nu              | Ben Whittaker                            | Nancy Meyers                             |                         | [ 93 ]  |
| 2015 | Heist                                  | Da              | Nu              | Frank 'The Pope' Silva                   | Scott Mann                               |                         | [ 94 ]  |
| 2015 | Joy                                    | Da              | Nu              | Rudy Mangano                             | David O. Russell                         |                         | [ 95 ]  |
| 2016 | Dirty Grandpa                          | Da              | Nu              | Lieutenant Colonel Richard 'Dick' Kelly  | Dan Mazer                                |                         | [ 96 ]  |
| 2016 | Hands of Stone                         | Da              | Nu              | Ray Arcel                                | Jonathan Jakubowicz                      |                         | [ 97 ]  |
| 2016 | The Comedian                           | Da              | Nu              | Jakov Berkowitz / Jackie Burke           | Taylor Hackford                          |                         | [ 98 ]  |
| 2019 | Joker                                  | Da              | Nu              | Murray Franklin                          | Todd Phillips                            |                         | [ 99 ]  |
| 2019 | The Irishman                           | Da              | Da              | Frank 'The Irishman' Sheeran             | Martin Scorsese                          |                         | [ 100 ] |
| 2020 | The War with Grandpa                   | Da              | Nu              | Ed Marino                                | Tim Hill                                 |                         | [ 101 ] |
| 2020 | The Comeback Trail                     | Da              | Nu              | Max Barber                               | George Gallo                             |                         | [ 102 ] |
| 2022 | Amsterdam                              | Da              | Nu              | Gil Dillenbeck                           | David O. Russell                         |                         | [ 103 ] |
| 2022 | Savage Salvation                       | Da              | Nu              | Sheriff Mike Church                      | Randall Emmett                           |                         | [ 104 ] |
| 2023 | Killers of the Flower Moon             | Da              | Nu              | William King Hale                        | Martin Scorsese                          |                         |         |
| 2023 | About My Father                        | Da              | Nu              | Salvo Maniscalco                         | Laura Terruso                            |                         |         |
| 2023 | Ezra                                   | Da              | Nu              | Stan                                     | Tony Goldwyn                             |                         | [ 105 ] |
| 2024 | Joker: Folie à Deux                    | Da              | Nu              | Murray Franklin                          | Todd Phillips                            | Imagini de arhivă       |         |
| 2025 | Alto Knights †                         | Da              | Nu              | Vito Genovese Frank Costello             | Barry Levinson                           | Post-producție          |         |
| TBA  | Tin Soldier †                          | Da              | Nu              | Ashburn                                  | Brad Furman                              | Post-producție          |         |

## Documentare și scurtmetraje
| An   | Titlu                                         | Rol               | Regizor                                     | Note                    | Ref(s). |
| ---- | --------------------------------------------- | ----------------- | ------------------------------------------- | ----------------------- | ------- |
| 1965 | Encounter                                     | The Nephew        | Norman C. Chaitin                           | Scurtmetraj             | [ 106 ] |
| 1987 | Dear America: Letters Home from Vietnam       | Great Sewer       | Bill Couturié                               | Voice role Documentary  | [ 107 ] |
| 1998 | Lenny Bruce: Swear to Tell the Truth          | Narrator          | Robert B. Weide                             | Documentary             | [ 108 ] |
| 2002 | 9/11                                          | Rolul său (gazdă) | Gédéon Naudet / Jules Naudet / James Hanlon | Documentary             | [ 109 ] |
| 2003 | Hans Hofmann: Artist/Teacher, Teacher/Artist  | Narrator          | N/A                                         | Documentary             | [ 110 ] |
| 2011 | Corman's World: Exploits of a Hollywood Rebel | Rolul său         | Alex Stapleton                              | Documentary             | [ 111 ] |
| 2014 | The Man Who Saved the World                   | Rolul său         | Peter Anthony                               | Documentary             | [ 112 ] |
| 2014 | Remembering the Artist: Robert De Niro, Sr.   | Rolul său         | Geeta Gandbhir / Perri Peltz                | Documentary Scurtmetraj | [ 113 ] |
| 2015 | The Audition                                  | Rolul său         | Martin Scorsese                             | Scurtmetraj             | [ 114 ] |
| 2015 | Ellis                                         | Unnamed           | JR                                          | Scurtmetraj             | [ 115 ] |
| 2020 | Father of the Bride, Part 3(ish)              | James             | Nancy Meyers                                | Scurtmetraj             | [ 116 ] |

## Doar producător
| An   | Titlu                  | Note                         | Ref(s). |
| ---- | ---------------------- | ---------------------------- | ------- |
| 1992 | Thunderheart           | Producător                   | [ 117 ] |
| 1993 | The Night We Never Met | Producător - nemenționat     |         |
| 1995 | Panther                | Producător - nemenționat     | [ 118 ] |
| 1996 | Faithful               | Producător                   | [ 119 ] |
| 1998 | Witness to the Mob     | Producător executiv, film TV |         |
| 1999 | Entropy                | Producător                   | [ 120 ] |
| 2000 | Holiday Heart          | Producător executiv, film TV |         |
| 2001 | Prison Song            | Producător                   | [ 121 ] |
| 2002 | About a Boy            | Producător                   | [ 122 ] |
| 2004 | Stage Beauty           | Producător                   | [ 123 ] |
| 2005 | Rent                   | Producător                   | [ 124 ] |
| 2009 | Public Enemies         | Producător executiv          | [ 125 ] |
| 2012 | NYC 22                 | Producător executiv          | [ 126 ] |
| 2014 | About a Boy            | Producător executiv          | [ 127 ] |
| 2015 | For Justice            | Producător executiv, film TV |         |
| 2018 | Quincy                 | Producător                   |         |
| 2019 | When They See Us       | Producător executiv          |         |

## Televiziune
| An        | Titlu                  | Rol               | Note                                             | Ref(s). |
| --------- | ---------------------- | ----------------- | ------------------------------------------------ | ------- |
| 2001      | Sesame Street          | Rolul său         | Episodul: "Hurricane, Part 3"                    |         |
| 2002–2010 | Saturday Night Live    | Rolul său (gazdă) | 3 episoade                                       | [ 128 ] |
| 2006      | Extras                 | Rolul său         | Episodul: "Jonathan Ross"                        | [ 129 ] |
| 2011      | 30 Rock                | Rolul său         | Episodul: "Operation Righteous Cowboy Lightning" | [ 130 ] |
| 2017      | Vrăjitorul minciunilor | Bernie Madoff     | Film TV; și producător executiv                  | [ 131 ] |
| 2023      | Nada                   | Vincent Parisi    | 5 episoade                                       | [ 132 ] |
| 2025      | Zero Day               | George Mullen     | Miniserial; și producător executiv               | [ 133 ] |

## Teatru
| An   | Titlu                   | Rol  | Clădire          | Ref(s). |
| ---- | ----------------------- | ---- | ---------------- | ------- |
| 1986 | Cuba and His Teddy Bear | Cuba | Longacre Theatre | [ 134 ] |